# Лудостта на величията
„Лудостта на величията“ (на френски: La Folie des grandeurs) е френско-италианско-германско-испанска комедия от 1971 г. с участието на Луи дьо Фюнес, Ив Монтан, Алберто де Мендоса и Алиса Саприч. Направен е по мотиви на романа на Виктор Юго „Руи Блаз“. Режисьор на филма е Жерар Ури. За ролята на Блаз е нает Бурвил, но той умира само броени дни преди снимките и е заменен от Ив Монтан. Филмът е заснет в Испания и Франция.

## Сюжет
Внимание:  Текстът по-долу разкрива сюжета на произведението (или части от него)!
Испания през 17 век. Кралския събирач на данъци Дон Салюст (Луи дьо Фюнес) е известен с три неща: богатство, алчност и скъперничество. Неговият принцип в живота е, че бедните трябва да стават все по-бедни, а богатите все по-богати. Салюст има хитър слуга на име Блаз (Ив Монтан), който е весел мошеник и любител на приятните дамски компании. Блаз постоянно издевателства над своя господар и като използва неговата алчност го подмамва да съблазни кралицата на Испания...

## В ролите
| Изпълнител          | Роля                    |
| ------------------- | ----------------------- |
| Луи дьо Фюнес       | Дон Салюст              |
| Ив Монтан           | Руи Блаз                |
| Алберто де Мендоса  | крал Карлос II Испански |
| Алиса Саприч        | Дона Хуана              |
| Алида Кели          | Джина, маникюристката   |
| Карин Шуберт        | кралица на Испания      |
| Габриеле Тинти      | Дон Сезар               |
| Венантино Венантини | маркиз дел Басто        |
| Пол Пребоа          | немият                  |